# Canchy, Somme
Canchy là một xã ở tỉnh Somme, vùng Hauts-de-France, Pháp. Có một nhà ga ở Réseau des Bains de Mer được mở cử ngày 19 tháng 6 năm 1892 và đóng cửa ngày 10 tháng 3 năm 1947.
Thị trấn có cự khoảng 5 dặm Anh về phía bắc của Abbeville.

## Dân số
| 1962                                                           | 1968 | 1975 | 1982 | 1990 | 1999 |
| -------------------------------------------------------------- | ---- | ---- | ---- | ---- | ---- |
| 376                                                            | 380  | 346  | 327  | 313  | 307  |
| Số liệu điều tra dân số từ năm 1962, dân số không tính hai lần |      |      |      |      |      |